# Like Moths to Flames
Like Moths to Flames est un groupe américain de post-hardcore, originaire de Columbus, en Ohio.

## Histoire

### Débuts (2010–2012)
Le groupe est formé au début de l'année 2010. Le chanteur Chris Roetter, après avoir chanté pour les groupes Agraceful et Emarosa, forme Like Moths to Flames avec quatre des six membres du groupe de metalcore de l'Ohio TerraFirma : Aaron Evans (qui a rejoint le groupe en tant que guitariste avant de passer à la basse), Zach Huston (guitare solo), Aaron Douglas (basse) et Jordan Matz (batterie) Le groupe sort son premier single intitulé Dead Routine le 7 février 2010. Avant la sortie de leur premier EP Sweet Talker, ils sortent deux autres démos, Avada Kedavra et Death Eaters. Death Eaters fait participer Michael Guilford de Legion, un groupe de deathcore de la même région.
Le 17 octobre 2010, la signature de Like Moths to Flames avec Rise Records, qui travaillait déjà sur son premier EP, est annoncée. Deux mois plus tard, le groupe sort son EP intitulé Sweet Talker le 14 décembre 2010. Pour soutenir leur nouvelle musique, le groupe part avec d'autres groupes comme Texas in July et A Hero A Fake pour la tournée A Metal Christmas jusqu'à la fin de l'année 2010. Peu avant la sortie de leur EP, le batteur Jordan Matz quitte Like Moths to Flames, et est remplacé par Lance Greenfield.
Après une tournée continue en 2011, le groupe décide de se poser et d'entrer en studio pour enregistrer son premier album studio. Juste avant que le groupe n'entre en studio, le bassiste Aaron Douglas se sépare du groupe. Eli Ford (anciennement My Ticket Home) rejoint le groupe à la guitare et Aaron Evans passe à la basse. When We Don't Exist sort le 8 novembre chez Rise Records. En janvier 2012, le groupe part en tournée avec les groupes D.R.U.G.S., Hit the Lights et Sparks the Rescue pour soutenir l'album. Peu après, ils tournent avec les groupes Texas in July et Hundredth.

### An Eye for an Eye(2013–2014)
Le groupe passe ensuite la première moitié de l'année 2013 en tête d'affiche de la tournée Rise Records à travers les États-Unis avec en première partie Crown the Empire, the Color Morale, Palisades et My Ticket Home. Le groupe enregistre son deuxième album studio avec Will Putney (The Machine Shop) à Hoboken, dans le New Jersey, et sort le 9 juillet 2013. Le 29 mai 2013, le groupe confirme que le nouvel album s'intitulait An Eye for an Eye L'album débute à la 63e place du Billboard 200 des meilleures ventes. Ils font une tournée avec le Vans Warped Tour au cours de l'été 2013 sur la scène Monster Energy. Peu après le All Stars Tour 2014, le guitariste Zach Huston décide de se séparer du groupe en citant qu'il voulait poursuivre d'autres intérêts. Ce n'est que fin 2015 qu'il est remplacé par le guitariste Jeremy Smith, anciennement de City Lights.

### The Dying Things We Live for(2015–2016)
Lors d'une interview Q&A avec Stheart, Chris Roetter annonce que le groupe avait écrit de la nouvelle musique et avait l'intention de la sortir « bientôt ». Le lundi 6 avril, le groupe sort un album vinyle indépendant intitulé The Dream Is Dead, comprenant deux titres - la face A étant Bury Your Pain et la face B What's Done Is Done.
Le troisième album studio du groupe, The Dying Things We Live for, est annoncé le 3 septembre 2015, confirmant sa date de sortie pour le 23 octobre 2015. À sa sortie, l'album a débuté à la 150e place du Billboard 200. Trois singles de l'album sont publiés depuis, avec des vidéos musicales accompagnant deux des chansons, Fighting Fire with Fire, et Wither.

### Dark Divine(2017–2019)
Le 27 septembre 2017, le groupe publie un single intitulé Nowhere Left to Sink. Ils annoncent que l'album associé, Dark Divine, sortira le 3 novembre 2017 Le clip de Nowhere Left to Sink est diffusé en exclusivité sur Alternative Press le 27 septembre. Le deuxième single et titre de l'album, Dark Divine, sort le 7 octobre sur Loudwire. Le troisième single, Empty the Same, sort le 14 octobre. Le quatrième single, Shallow Truths for Shallow Minds, sort le 21 octobre sur Tattoo.com. Le dernier et cinquième single, From the Dust Returned, sort le 28 octobre.
Le 16 novembre 2018, le groupe sort Dark Divine Reimagined, un court EP qui voit le groupe enregistrer et publier certains titres de leur album Dark Divine dans un format acoustique et dépouillé. En mai 2019, le chanteur Chris Roetter confirme que le groupe s'était séparé de Rise Records, le label avec lequel ils étaient depuis leur création et à travers lequel ils sortent tous leurs albums et EP. Il confirme également qu'ils avaient déjà écrit et enregistré plusieurs titres pour ce qui pourrait être leur cinquième album. Le 17 septembre, le groupe annonce avoir signé avec UNFD et sort un nouveau single All That You Lost. Le 15 octobre, le groupe sort un autre single intitulé Smoke and Mirrors. Le 13 novembre, le groupe sort un nouvel EP intitulé Where the Light Refuses to Go.

### No Eternity in Gold(2020–2023)
Le 5 août 2020, le groupe annonce sur son compte Twitter qu'un single intitulé Habitual Decline sortirait le 11 août. Le même jour, le groupe publie officiellement le single ainsi que son clip vidéo. Au même moment, le groupe annonce officiellement No Eternity in Gold, qui sort le 30 octobre 2020[19]. Le 9 septembre 2020, le groupe sort le deuxième single YOTM. Le 7 octobre, le groupe sort le troisième single Selective Sacrifice accompagné d'un clip vidéo. Le 27 octobre, trois jours avant la sortie de l'album, le groupe sort le quatrième et dernier single de l'album, Killing What's Underneath.
Le 5 octobre 2021, le groupe annonce la sortie d'un EP de cinq titres, intitulé Pure Like Porcelain. L'EP, dont la sortie est prévue pour le 5 novembre 2021, qui contient de nouveaux morceaux, principalement tirés d'une source de nouveaux morceaux que le groupe compile ces dernières années, le guitariste Zach Pishney parlant d'un « petit avant-goût » de ce qui est à venir,. Le 28 octobre, une semaine avant la sortie de l'EP, le groupe sort le deuxième et dernier single de l'EP, Views from Halfway Down. Le 25 janvier 2023, le groupe licencie Aaron Evans, membre fondateur du groupe, en raison d'une série d'abus présumés par SMS, allant de multiples relations secrètes à la manipulation et au gaslighting. Le 30 mars, le groupe sort un tout nouveau single Predestination Paradox. Le 4 mai, le groupe dévoile un autre single I Found the Dark Side of Heaven.

### The Cycles of Trying to Cope(depuis 2024)
Le 7 février 2024, le groupe sort deux nouveaux singles Paradigm Trigger et Angels Weep, accompagnés d'un clip vidéo pour Paradigm Trigger. Le 7 mars 2024, le groupe dévoile le troisième single Kintsugi accompagné d'un clip vidéo. En même temps, ils annoncent que leur sixième album studio, The Cycles of Trying to Cope, sortirait le 10 mai 2024, tout en révélant la pochette de l'album et la liste des morceaux. Le 11 avril 2024, le groupe présente en avant-première le quatrième single Dissociative Being. 

## Discographie

### Albums studio
- 2011 : When We Don’t Exist (Rise Records, Nuclear Blast)
- 2013 : An Eye for an Eye (Rise Records)
- 2015 : The Dying Things We Live For (Rise Records)
- 2017 : Dark Divine
- 2020 : No Eternity in Gold
- 2024 : The Cycles of Trying to Cope

### EP
- 2010 : Sweet Talker (Rise Records)
- 2015 : The Dream Is Dead (Rise Records)